# 냉동어
〈냉동어〉(冷凍魚)는 1940년 4월부터 1940년 5월까지 《인문평론》에 발표한 채만식의 중편 소설이다. 5월호에는 4월호에는 없던 〈딸의 이름〉 이라는 부제와 함께 "……바다를 향수하고, 딸의 이름 징상을 얻다."란 에피그램이 새로 추가되었다. 채만식의 작품들 중 분신의 기법을 이용해 알레고리 구조를 만들어내는 방식을 사용한 대표적인 작품 중 하나이다.
내용은 기자이자 소설가인 주인공 문대영(文大永)이 스미코(澄子)라는 일본인 여자를 소개받은 뒤 그 여자와 가까워져 가족을 버리고 동경으로 도피할 것을 약속했으나, 결국에는 문대영 앞으로 편지만을 남겨둔 채 스미코만 대동아공영권의 꿈이 무르익는 중국 대륙으로 떠난다는 것으로, 표면적으로 남녀의 애정 도피 행각과 그 실패를 그리고 있다. 중심 줄거리는 바다를 그리워하는 '냉동어'가 딸의 이름을 사랑하던 일본 여자 스미코에서 따온 '징상'(澄祥)으로 짓게 되기까지의 과정으로, 일제강점기 하의 식민지 체제에 순응하는 묘사로 친일 문학 행위를 본격화했다는 평가가 있다. 반면 '냉동어'는 일제 말의 질곡 속에서 행동의 자유를 잃고 시체가 되어가는 지식인, 또는 조선인을 상징하며, 조선의 상태를 '냉동어'로 표현함으로서 현실의 불균형을 시정하기 위한, 균형에의 의욕을 실천에 옮기며 친일파들에 대해 자성을 촉구하고 일제에 대한 항거 의식을 표현했다는 상반된 평가도 존재한다.